# Bouchard IV de Montmorency
Pour les articles homonymes, voir Bouchard.
Bouchard IV de Montmorency (mort en janvier 1132 à Jérusalem), seigneur de Montmorency, d'Écouen, de Conflans-Sainte-Honorine, d'Attichy et d'Hérouville. Fils d'Hervé de Montmorency et d'Agnès,.

## Biographie
"Sire de Montmorency par la grâce de Dieu", ainsi qu'il se nommait lui-même, Bouchard IV est le digne émule de son aïeul Bouchard II. Couronné baron vers 1094, il se montre fort prévoyant pour le monastère de Saint Martin des Champs, qu'il comble de dons, mais rouvre avec les moines de l'abbaye royale de Saint Denis des hostilités qu'on croyait terminées depuis longtemps. Lassé des exactions que ce baron brigand inflige sur ses terres et possessions, l'Abbé Adam décide d'abord de réagir seul. Selon les Grandes Chroniques de France, "Ils s'entredéfièrent et s'entrecoururent sus à armes et à bataille, et ardi li uns à l'autre sa terre". L'affaire est finalement portée devant le roi Philippe Ier et Bouchard est sommé de comparaître à la Cour de Poissy.
Condamné à s'amender, le baron, fidèle à lui-même, refuse d'obtempérer et se barricade dans son château de Montmorency. En 1101, le dauphin Louis, futur Louis VI le Gros, assiège la place, qui se rend après un assaut difficile. Dompté, Bouchard devient vite l'un des hommes du roi et accompagne celui-ci dans son expédition de Normandie. Capturé par le roi d'Angleterre Henri Ier Beauclerc à la bataille de Brémule le 20 août 1119, il ne devra de recouvrer sa liberté qu'au fait qu'il est vassal des deux rois. À sa mort, vers 1130, il laisse six enfants, issus de deux mariages successifs.

## Mariages et enfants
De sa première union avec Agnès de Beaumont-sur-Oise, dame de Conflans-Sainte-Honorine, sœur de Mathieu Ier († v. 1155), seigneur de Beaumont-sur-Oise, il a :
- Mathieu Ier de Montmorency ;
- Thibaud de Montmorency, croisé ;
- Machanie de Montmorency, épouse de Gui de Guise ;
- Agnès de Montmorency, épouse de Salon, vicomte de Sens.

Il épouse ensuite Agnès de Pontoise, fille de Raoul Delies, comte de Pontoise. Ils ont :
- Hervé de Montmorency, connétable d'Angleterre et d'Irlande. Il se marie deux fois, mais ses unions demeurent sans postérité ; il se fait religieux au monastère de la Trinité de Cantorbery, auquel il avait donné les églises de ses terres d'Irlande ;
- Hermer de Montmorency.